# Покрови (литургија)
Покрови текстилни покривачи – аери и дарци су богослужбени предмети или сасуди, који се састоје од два мала покрова, једног, крстоликог облика (за прекривање чаше) и једног намењеног покривању дискоса са звездицом (квадратног облика). Часни дарови заодевају се и трећим нешто већим квадратним или правоуганим покривачем који се назива аер или воздух – „возношение“, јер се налази изнад звездице и представља ваздушно пространство у коме се јавила звезда која је мудраце довела до Христа.

## Предање
Покрови имају двоструку улогу, прво подсећају на пелене којима је новорођени Исус Христос повијен а потом симболишу покров у који је након смрти на крсту тело Христово умотано након што је помазано мирисима. 

## Намена
Покровима се подиже ваздух и колеба над Светим даровима на литургији за време читања Символа вере по чему је и добио име означава камену плочу којом је био затворен гроб Исуса Христа. 
Литургијски покривачи означавају још и небеске сводове.
Аером или воздухом покрива се и лице умрлих свештеника при њиховом погребу као
знак посебног благодатног поштовања.
На Великом входу, када се свештени сасуди доносе у литији до Свете Трпезе (олтара), свештеник ће ставити Ар преко левог рамена ђакона пре него што му уручи дискос (свештеник ће сам носити Чашу). Из тог разлога, Аер ће често имати ушивене траке на њему, тако да се може безбедно везати на свом месту. Ако нема ђаконског служења, свештеник ће ставити Аер око својих рамена као огртач, што ће му оставити слободне руке да узме и дискос и чашу.
Непосредно пре певања Никејског симбола вјере, свештеник ће целивати дискос и путир (целивањем Аера на месту где додирује сваки сасуд) и предњу ивицу Свете трпезе. Током Никејског симбола вјере, свештеник ће држати Аер изнад дарова и полако га таласати, указујући на активност Светог Духа. 
Када епископ служи Литургију, свештеници који саслужују ће држати Аер током Никејског симбола вјере док епископ клечи (или сагиње главу) испод њега. Након Никејског симбола вјере, Аер се савија и ставља на Часну трпезу. У неким праксама, свештеник ће се окренути и благосиљати људе са Аером током Сурсум корда.
После Причешћа, Аер, још увек пресавијен, ставља на дискос, заједно са светим копљем, кашиком и звездицом и малим велом, ђакон враћа у Протесис .

## Израда
Због своје посебне улоге црква је ове текстилне предмете правила од скупоцених материјала а њихову изузетну богослужбену употребу потврђивала је представама крста којим су дарци и аери често украшавани.
Највећи број покрова пореклом је из систем вотивне ктиторије, која је најважнији
друштвени механизам опремања цркава овим литургијским предметима у коме је подједнако учествала целокупна приложничка структура, која је израђивала и везла ове сасуде.

## Галерија
- Златним концем извезенo литургијско платно којим се покривају сасуди евхаристије
- Фино извезен Аер и мањи велови у облику крста за путир и дискос (митра стоји у горњем левом углу)